# Derbyshire
Derbyshire (pronunciat /ˈdɑːrbᵻʃər/ o /ˈdɑːrbɪʃɪər/) és un comtat situat al nord d'Anglaterra. Tot i que Derby és la ciutat més important i més poblada, la seva capital és la ciutat de Matlock. Derbyshire té frontera amb els comtats de Gran Manchester, West Yorkshire, South Yorkshire, Nottinghamshire, Leicestershire, Staffordshire i Cheshire.
El punt més elevat del relleu és el Kinder Scout (636 metres) i el punt més baix es troba a Trent Meadows (27 metres), on el riu Trent surt de Derbyshire. Per altra banda, la granja Church Flatts, situada al poble de Coton in the Elms és el punt més allunyat de la mar a l'illa de la Gran Bretanya. El paisatge del parc natural Peak District i el National Forest atreuen molts visitants cada any. La seva geografia abundant en recursos minerals ha configurat el relleu i l'economia d'aquest comtat.

## Geografia
El paisatge de Derbyshire consisteix principalment en turons arrodonits i altiplans, amb la part sud dels Penins que s'estenen des del nord de Derby i per tot el districte de Peak, que assoleixen el punt més elevat a Kinder Scout (636 metres). El sud i l'est del comtat són generalment territoris més baixos: la vall del riu Trent, els Coal Measures, i les zones d'argila i sorra situades entre el districte de Peak i el sud-oest de la contrada. Els rius més importants són: el Derwent i el Dove, ambdós s'uneixen al riu Trent pel sud. El Derwent brolla en la terra erma de Bleaklow i flueix pel districte de Peak i la resta del comtat, mentre que el Dove neix a Axe Edge Moor i marca la frontera entre Derbyshire i Staffordshire en gran part del seu recorregut. El més llarg de tots aquests rius és el Derwent, que té un tram de 106 km dins del comtat.

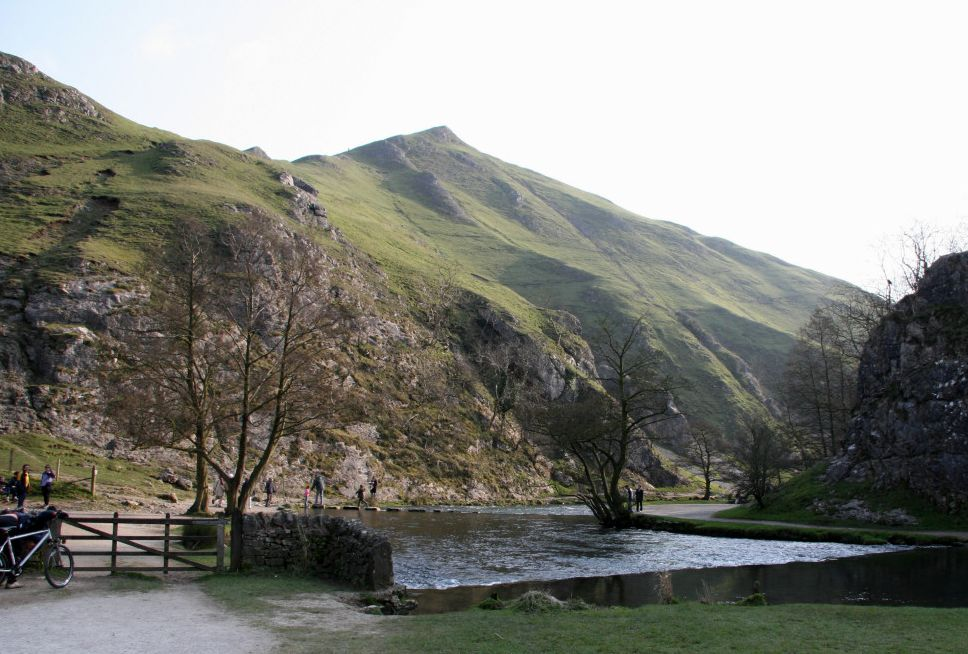
Vall del Dovedale al Peak District

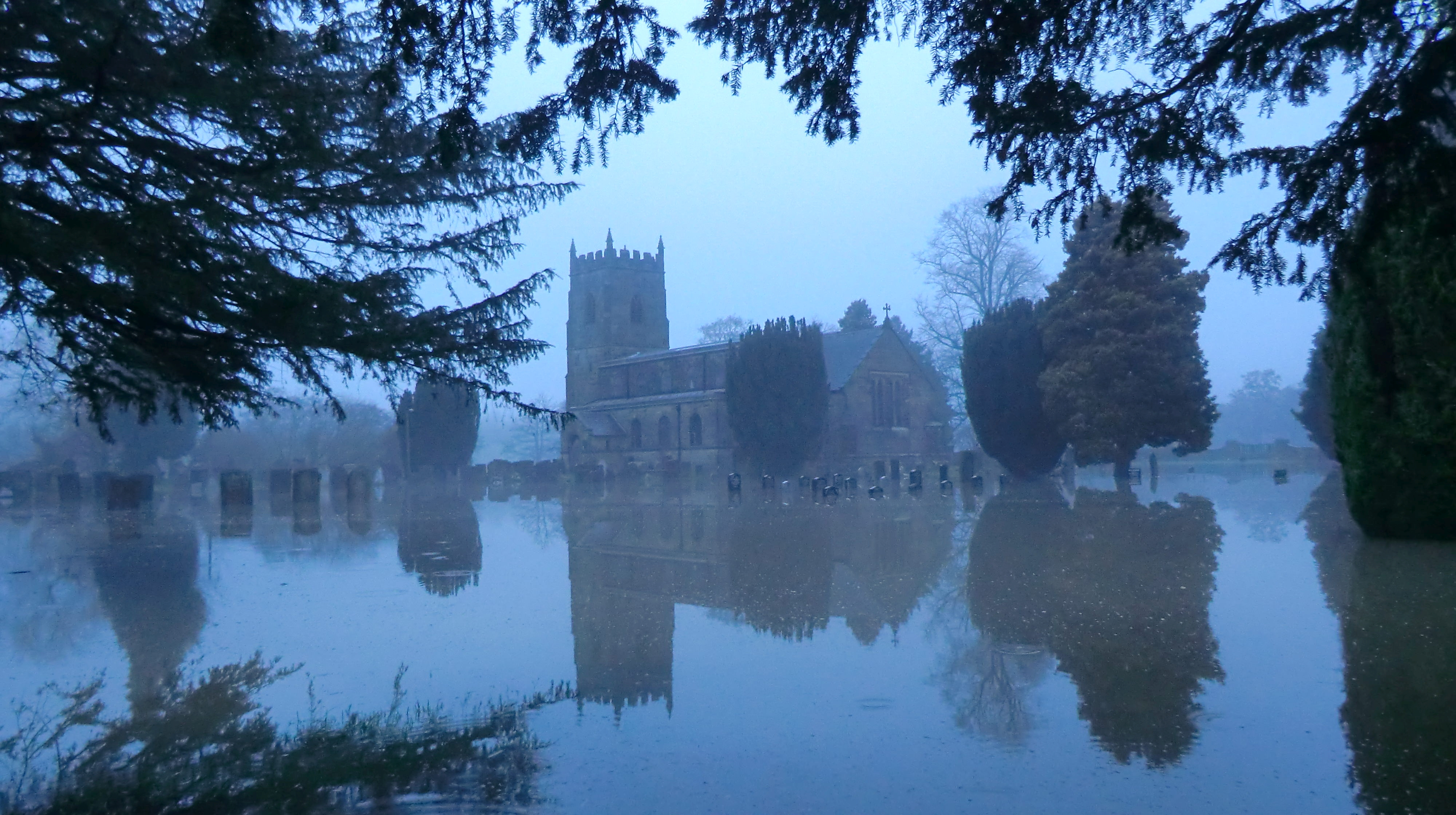
Desbordament del riu Amber el 1212, a South Wingfield.

La diversitat de relleu a Derbyshire es va formar a conseqüència de la geologia que el configura, però també per la manera com els éssers humans l'han transformat amb llur activitat. El comtat té 11 tipus de paisatge específic (National Character Areas), que estan descrits amb detall per l'organisme Natural England i concretats amb mapes pel Consell del Comtat de Derbyshire i pel Parc Nacional del Districte de Peak.
Aquestes onze àrees de caràcter nacional són:
- Dark Peak
- White Peak
- Peak Sud-Oest
- Frontera Derbyshire Peak i Baix Derwent
- Nottinghamshire, Derbyshire i mines de carbó de Yorkshire
- Rocalla de magnesi del sud
- Bosc de Need i argiles de Derbyshire sud
- Vall del Trent i Washlands
- Prats de Melbourne
- Leicestershire i mines de carbó a Derbyshire sud
- Terres baixes de Mease/Sence

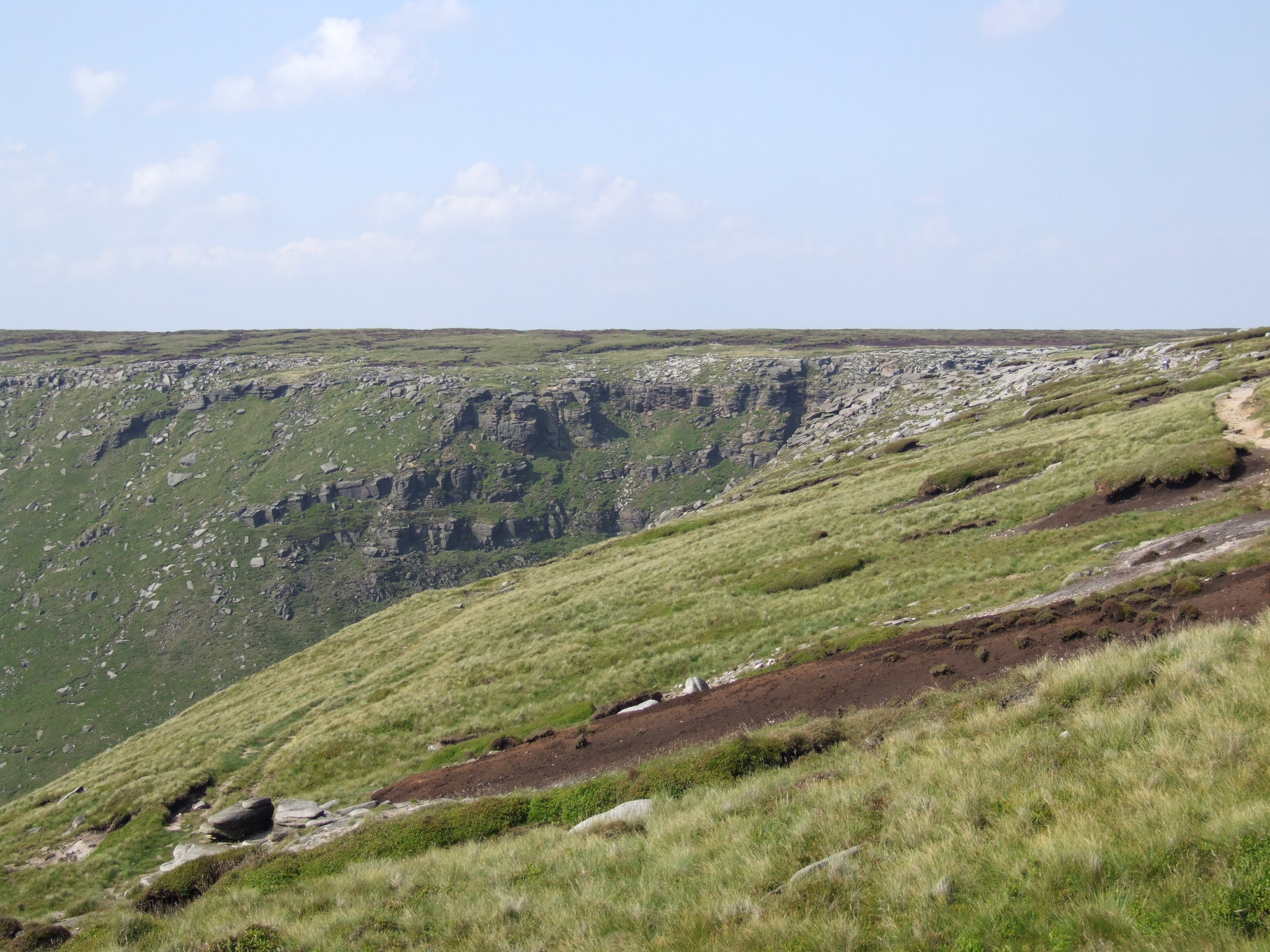
Els erms de Derbyshire

Des d'un punt de vista geològic, Derbyshire pot dividir-se en dues meitats. Les roques més antigues es troben al nord, en els punts més elevats del comtat, la majoria es van formar durant el Carbonífer i són: pedres calcàries, pedres molars, pedra sorrenca i roca sedimentària clàstica (shales). A l'extrem nord-est, cap a l'est de la ciutat de Bolsover hi ha també roques de magnesi que es van formar durant el Permià. En contrast, el sud i més de la meitat de la terra baixa de Derbyshire conté roques menys dures, principalment fangolites i pedres sorrenques formades durant el Permo-Triàsic quan van sorgir paisatges suaus esquitats d'uns pocs afloraments de roca.

## Història

Estructura neolítica tipus henge, a Arborlow.

Quan els romans van envair l'illa de la Gran Bretanya es van sentir atrets pel mineral de plom que hi van trobar. Van establir fortificacions a prop de Brough, a la vall del Hope, i a prop de Glossop. Després es van instal·lar a Buxton, que van valorar per les seves aigües termals i van muntar un gran campament a prop de l'actual Derby, que van anomenar Little Chester.
Alguns reis de Mèrcia estan enterrats a l'àrea de Repton.
El territori estava organitzat administrativament en wapentakes. En el Domesday Book, escrit el 1086 s'esmenten Scarvedale, Hamestan, Morlestan, Walecross, Apultre, més un districte anomenat Peche-fers:
Des del 1273 les divisions territorials van ser: 
- High Peak (Hamestan més Peche-fers)
- Wirksworth
- Scarsdale
- Morleston i Litchurch
- Appletree
- Repton i Gresley —Format per la unió de les terres del rei a Repindon més les terres dels hereus del comte de Chester a Gresley i Molerstan

Després de la conquesta normanda, gran part del comtat va estar subjecte a les lleis forestals. Al nord-oest estava el bosc de High Peak, custodiat per William Peverel i els seus descendents. La resta del comtat va ser confiat a Henry de Ferrers, una part del qual va ser el territori protegit de Duffield Frith. Amb el temps tota la zona va ser confiada al duc de Lancaster. El bosc de Derbyshire est ocupava tota la contrada des de l'est del riu Derwent i aquesta extensió va durar des del regnat d'Enric II fins al d'Eduard I.
Des de la reorganització administrativa del 1974 Derbyshire té un Consell del Comtat amb seu a Matlock format per vuit consellers, un per cada districte. Des del 1997, hi ha una autoritat unitària a la ciutat de Derby, que roman dins del comtat només per motius protocol·laris.
Amb els anys Derbyshire s'ha anat fraccionant i ha perdut territori. Els suburbis de Sheffield: Woodseats, Beauchief, Handsworth, Woodhouse, Norton, Mosborough, Totley i Dore eren anteriorment arts del comtat, però van ser transferits a Sheffield entre el 1900 i el 1933, i Mosborough va ser traspassat el 1967. Marple Bridge va ser transferit a Stockport, del comtat del Gran Manchester. D'altra banda, Derbyshire va guanyar el 1974 part de la vall de Longdendale i Tintwistle que eren de Cheshire. L'actual comtat de Derbyshire té 4,7 km² menys que tenia cent anys enrere.
Les responsabilitats es distribueixen de la següent manera.
- Cada conseller de districte té competències en: plans urbanístics, carreteres locals, habitatges, salut i medi ambient, mercats i fires, recollida d'escombraries i reciclatge, cementiris i crematoris, serveis d'esbarjo, parcs, i turisme.
- El Consell del Comtat té competències en: educació, serveis socials, biblioteques, carreteres principals, transport públic, policia, bombers, estàndards de comerç, eliminació de residus i plans estratègics.

## Poblacions

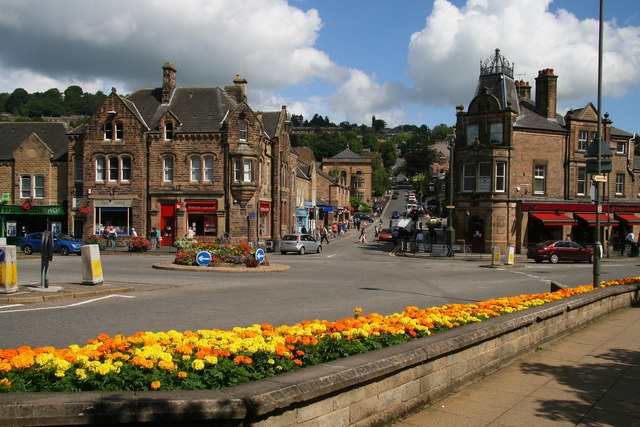
Centre de Matlock.

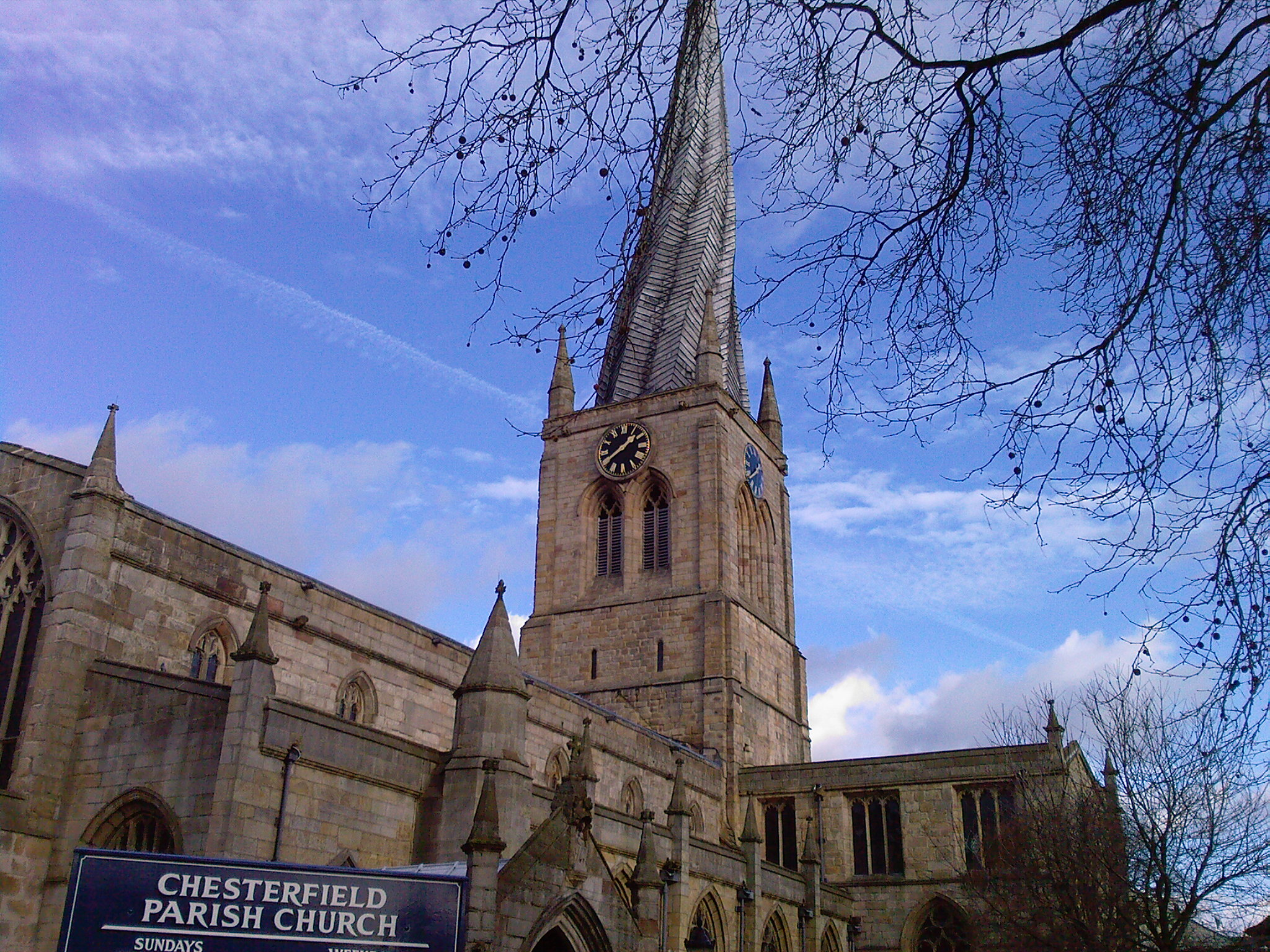
L'església de la Mare de Déu i Tots els Sants, edifici emblemàtic de Chesterfield.

Les poblacions amb més habitants del comtat són:
- Derby (248.752 hab.)
- Chesterfield (103.788 hab.)
- Long Eaton (45.000 hab.)
- Ilkeston (37.550 hab.)
- Swadlincote (36.000 hab.)
- Belper (21.823 hab.)
- Dronfield (21.261 hab.)
- Buxton (20.836 hab.)
- Ripley (20.807 hab.)
- Staveley (18.247 hab.)
- Glossop (17.576 hab.)
- Heanor (17.251 hab.)
- Bolsover (11.673 hab.)
- Eckington (11.152 hab.)
- Matlock (9.543 hab.)

## Economia

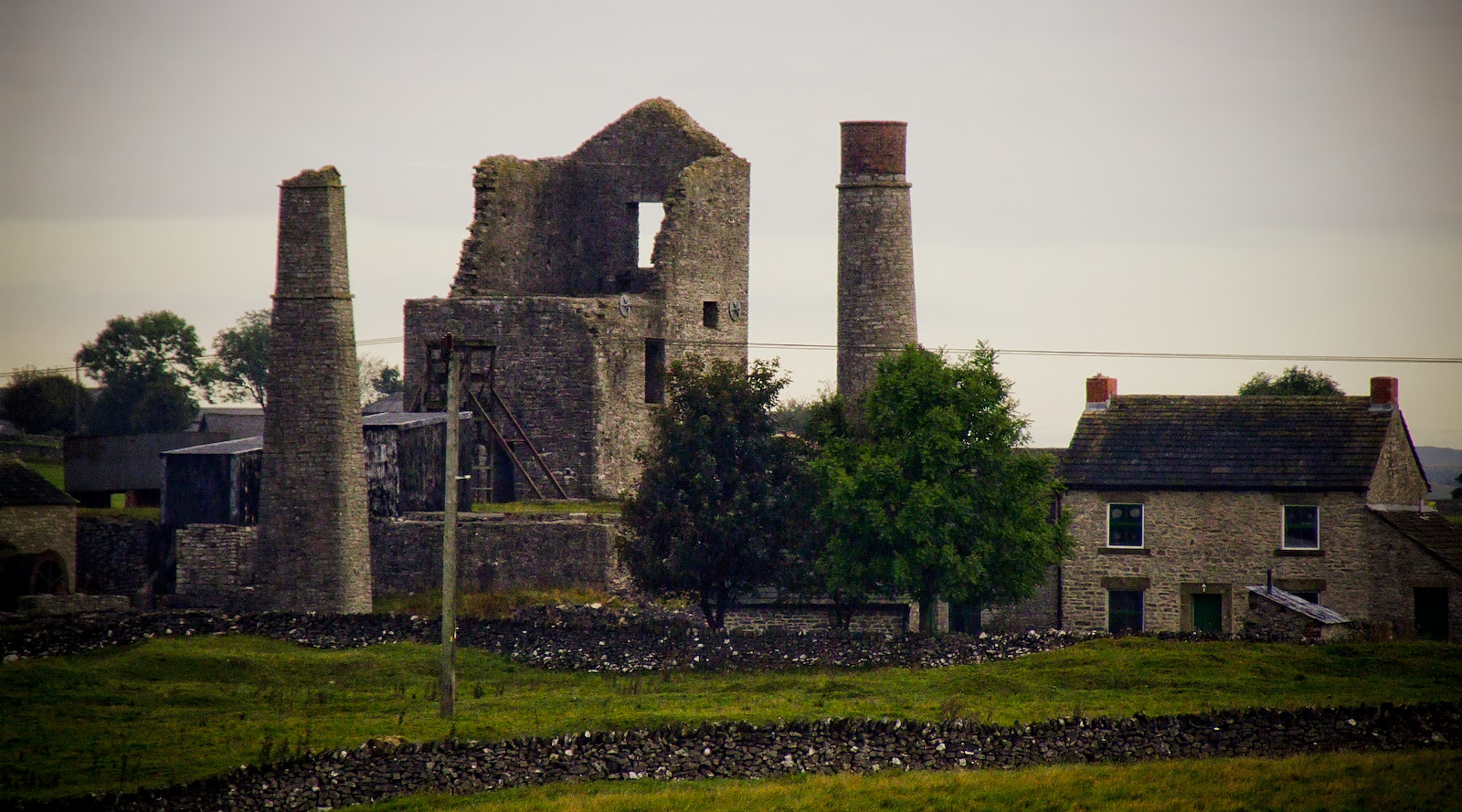
Runes d'una mina abandonada a Sheldon.

Derbyshire té una barreja d'economia rural, a l'oest, i una antiga economia relacionada amb la mineria situada al nord-est (districte de Bolsover), la vall d'Erewash a la rodalia d'Ilkeston i també al sud a la rodalia de Swadlincote. L'ambient rural varia entre terres de conreu a les parts planes del sud de Derby, i les terres de pastura i els erms al sud dels Penins.
Derbyshire és ric en recursos minerals: plom, ferro, carbó i gres que s'han explotat des de temps antics. La pedra calcària s'ha aprofitat per a la construcció i per fer acer, i en els darrers anys pe fer ciment. La revolució industrial va fer augmentar la demanda de pedra per a construir i amb la instal·lació de vies de ferrocarril als segles xix i xx va augmentar la demanda de ferro. El gran nombre de mines i pedreres ha deixat marca en el paisatge. Actualment, encara se n'extreu, principalment material per fer carreteres i ciment, que es transporta en vagons de tren.
A finals del segle xviii l'abundància de rius amb trams ràpids va motivar la construcció de centrals hidroelèctriques, el pioner va ser Richard Arkwright. Part de la Vall del Derwent, on es concentren antics mecanismes hidràulics de fàbriques abandonades, és avui dia patrimoni de la humanitat pel seu valor històric.
Les empreses destacades són: la Rolls Royce, de fama nacional; Thorntons, dedicada als productes amb xocolata; Toyota, que té una fàbrica molt gran a Burnaston; Ashbourne Water que envasava aigua potable a Buxton fins al 2006 i Buxton Water del mateix sector; i recentment s'ha instal·lat una de les companyies aeroespacials líders al món.

## Fills il·lustres
- Zaré Thalberg (1858-1915) cantant d'òpera.